# Onthophagus simplicifrons
Onthophagus simplicifrons là một loài bọ cánh cứng trong họ Bọ hung (Scarabaeidae).